# Болгарская кириллица (типографика)

Отличия в форме символов «болгарицы» (справа) от русской кириллицы

«Болгарская кириллица» («болгарица», прямой курсив) — придание символам кириллических шрифтов и надписей черт, свойственных латинскому алфавиту. Может использоваться намеренно в качестве эксперимента с формой символов. Характерно для болгарской школы шрифтового дизайна (отсюда само выражение). В Болгарии такой вид кириллицы появился примерно в 1970-х годах. Болгарица была призвана убрать недостатки кириллицы (малое количество букв с выносными элементами, а также малое количество отличий между формой заглавных и строчных букв), а также, как утверждают сторонники болгарицы, увеличить идентичность болгарской письменности.

## Примеры использования

Фрагмент страницы книги «Живая типографика» Александры Корольковой с примером набора «болгарицей» из болгарского журнала.